# Romet 767
Romet 767 – skuter napędzany silnikiem dwusuwowym. Sprzedawany w Polsce od 2010 roku.

## Historia modelu
Firma Romet w 2010 roku postanowiła wykupić od firmy Longjia skuter i sprzedawać go pod własnym logiem. W skuterze zastosowano nowoczesne zegary i diody LED.

### Dane techniczne
- Wymiary: 1870 × 700 x 1120 [mm]
- Rozstaw osi: 1290 [mm]
- Silnik: 1cylinder 2 suw, chłodzony powietrzem
- Pojemność: 49,5 [ccm]
- Prędkość maksymalna: 45 [km/h]
- Przeniesienie napędu: CVT
- Moc maksymalna (KM): 4,4 KM
- Rozruch: elektryczny/nożny
- Hamulec przód/ tył: tarczowy/bębnowy
- Felgi: aluminiowe
- Opona przód/tył: 120/70-12;130/70-12
- Liczba miejsc: 2
- Masa pojazdu gotowego do jazdy: 88 [kg]
- Pojemność zbiornika paliwa: 5 l